# سینه‌قلعه
سیمین قلعه یا «سینه‌قلعه» نام یکی از تپه‌های باستانی در جنوب شرقی دارآباد در شهر تهران است که بر آن آثار سازه‌ای قدیمی دیده می‌شود. در سال ۱۳۴۰ هجری خورشیدی اداره باستان‌شناسی ایران در این محل کاوش مختصری انجام داد که در آن وجود یک بنای کهن به اثبات رسید.

ضمنا ابن نام تعدادی از قلعه ها در شهرها و روستاهای ایران نیزبه صورت عمومی می‌باشد برای مثال در روستایی به نام وسفونجرد در حوالی تفرش نیز قلعه‌ای به این نام وجود داشته است که در حال حاضر فقط نامی از آن باقی مانده است و محل آن تبدیل به پارکینگ عمومی و مکانی برای گپ زدنهای عصرگاهی روستاییان شده است .